# Asambleas presidenciales del Partido Demócrata de 2008 en Dakota del Norte

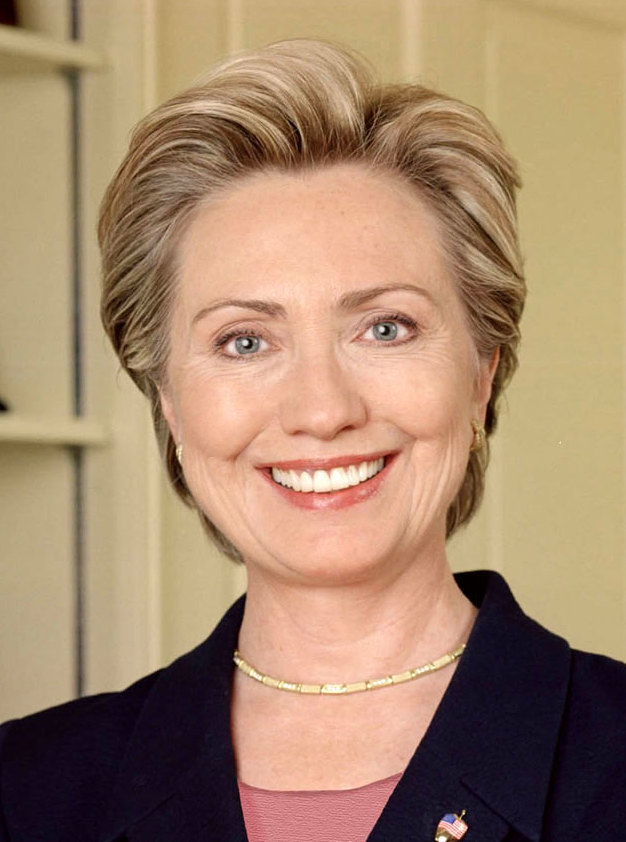
Hillary Rodham Clinton, senadora de EE. UU.

Las Asambleas demócratas de Dakota del Norte, 2008 fueron el 5 de febrero de 2008, con 13 delegados nacionales.

## Resultados
| Candidato       | Votos  | Porcentajes | Delegados |
| --------------- | ------ | ----------- | --------- |
| Barack Obama    | 11,625 | 61.7%       | 8         |
| Hillary Clinton | 6,948  | 36.8%       | 5         |
| John Edwards*   | 283    | 1.5%        | 0         |
| Mike Gravel     | 0      | 0%          | 0         |
| Total           | 18,856 | 100%        | 13        |

* Candidato se ha retirado antes de las asambleas.